# Archidiocèse de Saint-Jean
Pour les articles homonymes, voir Diocèse de Saint-Jean.
L'archidiocèse métropolitain de Saint-Jean, dans la province canadienne de Terre-Neuve-et-Labrador, est un diocèse catholique, érigé canoniquement en archidiocèse le 8 février 1904 par le pape saint Pie X. Il est un siège métropolitain de la province ecclésiastique de St. John's, qui comprend également les diocèses suffragants de Grand Falls et de Corner Brook et Labrador. L'archevêque actuel, depuis 2018, est Peter Joseph Hundt. Il siège à la basilique-cathédrale Saint-Jean-Baptiste de Saint-Jean.

## Histoire

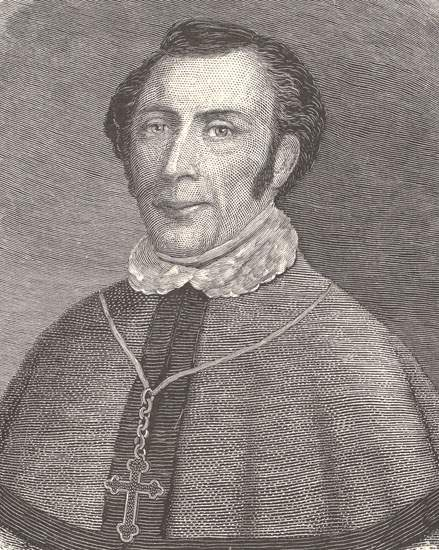
Michael Anthony Fleming, premier évêque de Terre-Neuve.

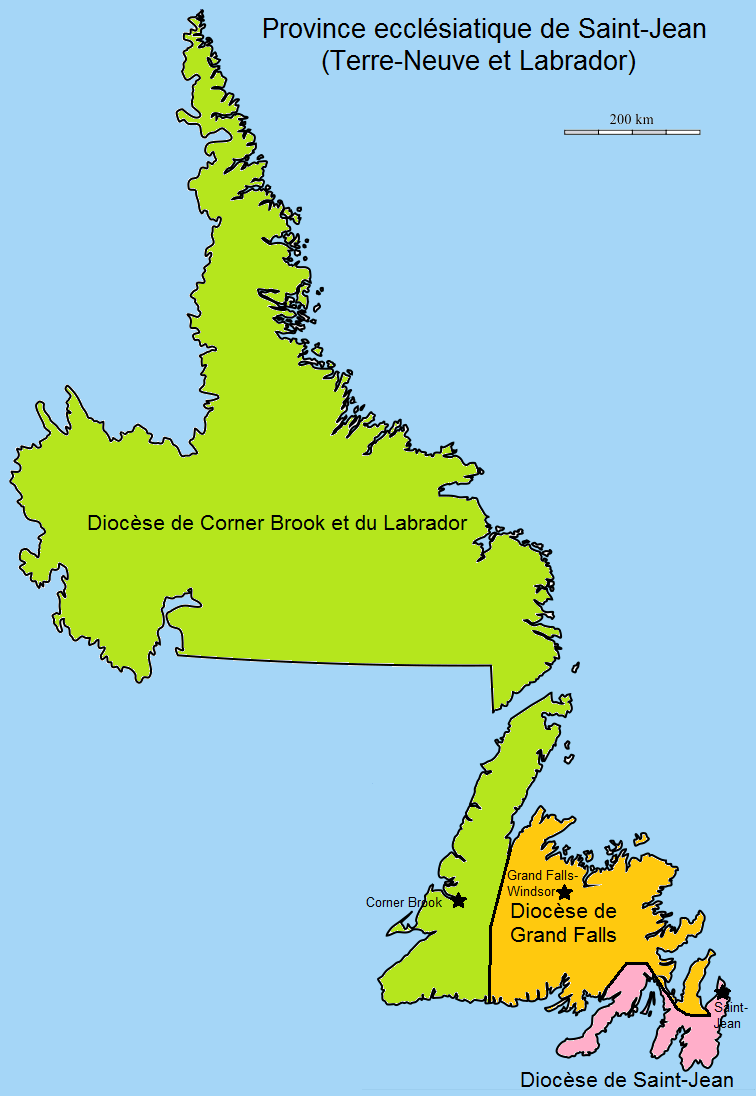
Carte de la province ecclésiastique de Saint-Jean.

Lors des premières années de l'histoire de Terre-Neuve, le pays était gouverné avec le même code pénal que l'Irlande, qui pénalisait la religion catholique. L'évêque Michael Anthony Fleming a obtenu la liberté de culte pour les fidèles de son diocèse.
Le 30 mai 1784, la préfecture apostolique de Saint-Jean a été établie alors que les catholiques de Terre-Neuve ont progressivement acquis la liberté religieuse, rendue explicite par une déclaration publique du gouverneur John Campbell . Après une demande des marchands irlandais de St. John's à Mgr William Egan, évêque de Waterford et Lismore , James Louis O'Donel a été nommé préfet apostolique de Terre-Neuve, en tant que juridiction pré-diocésaine ayant droit à un évêque titulaire et exempté, c'est-à-dire directement sous la direction du Saint-Siège, et ne faisant partie d'aucune province ecclésiastique. En plus de la popularité personnelle d'O'Donel, l'une de ses qualifications pour le poste était sa capacité à prêcher en gaélique.
Il est promu vicariat apostolique le 5 janvier 1796 et, le 4 juin 1847, élevé au rang de diocèse. Le diocèse de Terre-Neuve prit le nom de diocèse de Saint-Jean le 29 février 1856 et céda du territoire pour créer le diocèse de Harbour Grace.
En 1870, la préfecture apostolique de l'ouest-de-Terre-Neuve est créée à partir des terres du diocèse Saint-Jeannais. En 1904, St. John's a été élevée à un archidiocèse et contient actuellement 40 paroisses, 39 prêtres diocésains actifs, 33 prêtres religieux et 120 135 catholiques. Il compte également 220 religieuses et 42 religieuses.
Le catholicisme progresse beaucoup à Terre-Neuve au début du XXe siècle, et le nombre de fidèles a presque triplé de 1950 à 2000.

### Scandale de l'orphelinat Mount Cashel
En 2019, la Cour d’appel de Terre-Neuve-et-Labrador a déclaré l’archidiocèse de Saint-Jean responsable des abus sexuels commis contre quatre garçons dans les années 1940, 1950 et 1960. La Cour a reconnu que même si la congrégation des Frères chrétiens d’Irlande (Christian Brothers of Ireland) gérait l’orphelinat, l’archidiocèse a permis aux religieux de commettre des abus sexuels impunément pendant des décennies. Le juge a accordé 2,4 millions de dollars à quatre victimes, mais il a aussi ouvert la voie à une centaine d’autres litiges contre l’archidiocèse.
En 2022, l'archidiocèse met en vente des bâtiments dans 34 paroisses, y compris la basilique de St. John the Baptist, dans l'intention de dédommager les victimes. Les fidèles avaient jusqu'au 2 juin 2022 pour acheter les églises.

## Géographie
L'archidiocèse de Saint-Jean est aujourd'hui situé au sud-est de l'île de Terre-Neuve, et comprend les péninsules de Burin, et d'Avalon (en partie). Il est frontalier du diocèse de Grand-Falls, situé au centre de Terre-Neuve. Un détroit le sépare du diocèse de La Rochelle et Saintes (archipel de Saint-Pierre-et-Miquelon), en France.

## Ordinaires diocésains
- James Louis O'Donel (1784 - 1806)
- Patrick Lambert (1807 - 1816)
- Thomas Scallan (1816 - 1830)

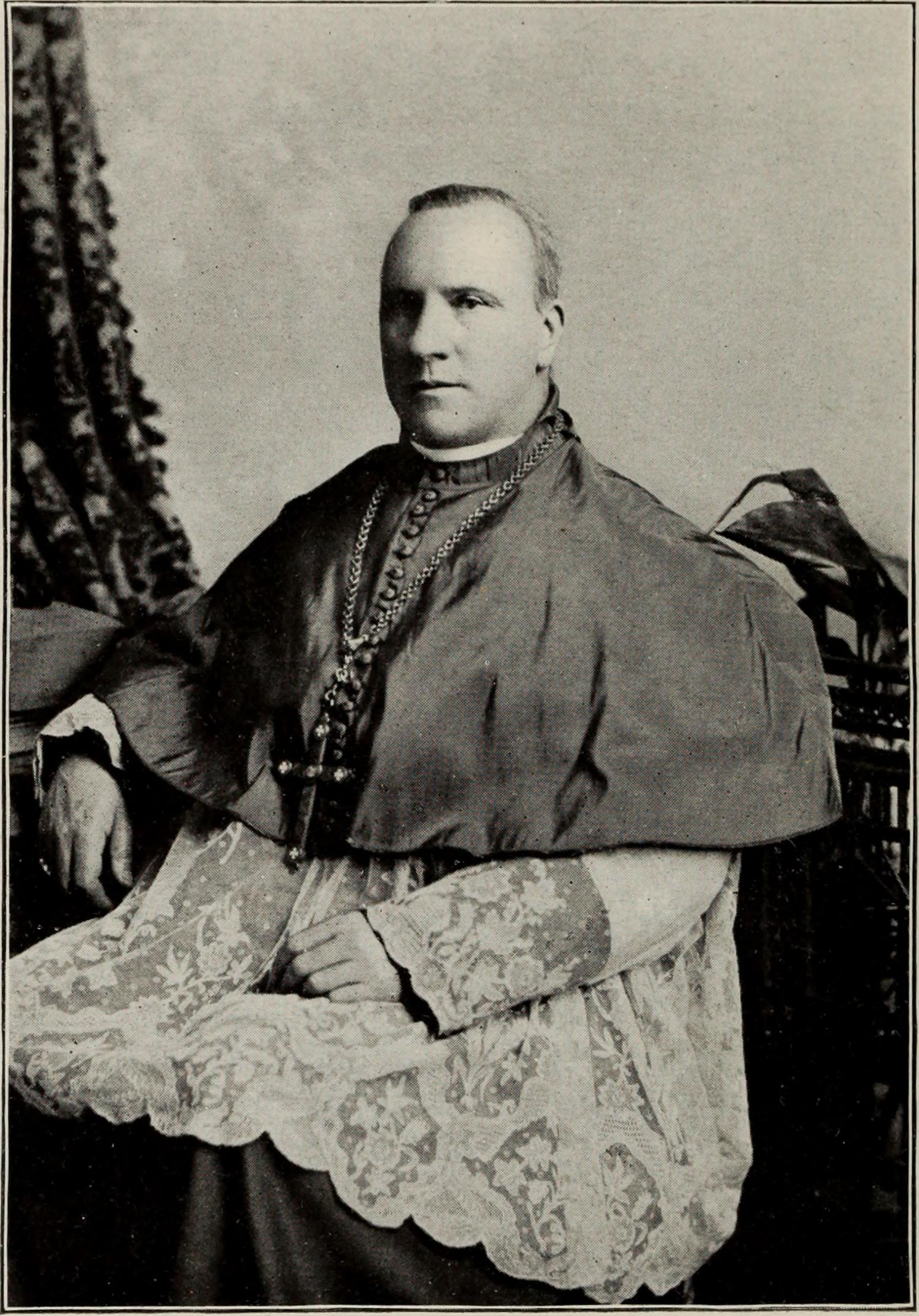
Michael Francis Howley.

- Michael Anthony Fleming (1830 - 1850)
- John Thomas Mullock (1850 - 1869)
- Thomas James Power (1870 - 1893)
- Michael Francis Howley (1894 - 1914)
- Edward Patrick Roche (1915 - 1950)
- Patrick James Skinner (1951 - 1979)
- Alphonsus Liguori Penney (1979 - 1991)
- James Hector MacDonald (1991 - 2000)
- Brendan Michael O'Brien (2000 - 2007)
- Martin William Currie (2007 - 12 décembre 2018[3],[4])
- Peter Joseph Hundt (depuis le 12 décembre 2018[3],[4])

## Suffragants
- Diocèse de Grand Falls
- Diocèse de Saint-Georges

## Ordres religieux dans l'histoire du diocèse
- Congrégation de Jésus et Marie
- Congrégation de Sainte-Croix
- Frères chrétiens
- Ordre des Frères mineurs
- Sœurs de la Présentation